# Wenxuan
Wenxuan (chinesisch 文選 / 文选, Pinyin Wénxuǎn, W.-G. Wen-hsüan – „Auswahl aus der Literatur“) ist eine der ersten und frühesten chinesischen literarischen Anthologien. Sie wurde von einer Gruppe chinesischer Gelehrter unter der Leitung von Xiao Tong 萧统 (501–531), dem Kronprinzen der Liang-Dynastie (502–557), zusammengestellt. Nach dessen Titel „Prinz Zhaoming“ (昭明太子) wird die Sammlung auch Zhaoming Wenxuan genannt.

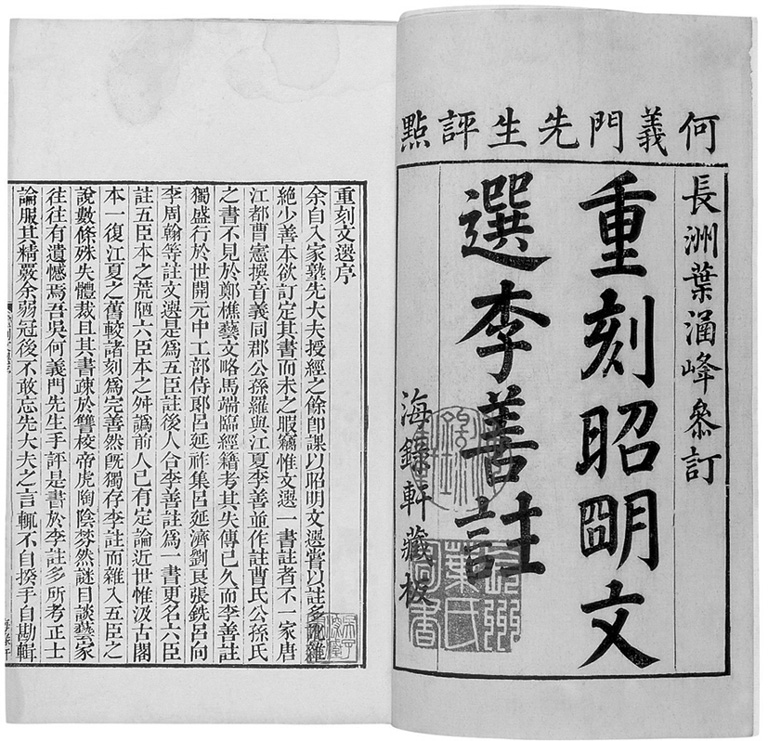
Ausgabe des Zhaoming Wenxuan 昭明文選 mit dem Kommentar des Li Shan, herausgegeben von He Zhuo (何焯, 1661–1722)

## Einführung
Die Anthologie enthält 761 Einzeltexte aus Poesie und Prosa von 130 namentlich bekannten sowie weiteren anonymen Verfassern.
Das gesamte Material ist nach 37 Genres unterteilt, wobei die besten Werke der Poesie und Prosa aus der Zeit vom 4. Jahrhundert v. u. Z. bis zur Zeit der Liang-Dynastie ausgewählt wurden. Werke der Volkskunst und konfuzianische Klassiker wurden nicht in die Anthologie aufgenommen.
Ursprünglich bestand die Sammlung aus 30 Hauptkapiteln (juan); später, als viele Kommentare hinzukamen, wurde sie in 60 Kapitel unterteilt. Dank der Wenxuan-Anthologie sind viele Werke des Altertums, die in anderen Sammlungen verloren gegangen waren, in die Neuzeit gelangt.

## Kommentare
Als ältester erhaltener und zugleich bekanntester Kommentar gilt das Wenxuan zhu (文選注) des Li Shan (李善, 630–689). Während der Song-Dynastie wurden dieser und fünf weitere, weniger bedeutende tangzeitliche Kommentare zu den „Kommentaren der sechs Meister“ (Liuchen zhu Wenxuan, 六臣注文選) zusammengefasst. In der Folgezeit gingen die Wenxuan-Studien zurück, bis die Anthologie in der qingzeitlichen Textkritik wieder größere Beachtung fand.

## Ausgaben
Das Sibu congkan enthält vom Liuchen zhu Wenxuan 六臣注文选 eine fotografische Reproduktion eines songzeitlichen Holzplattendrucks, sie enthält neben dem Text des Wenxuan 文選 von Xiao Tong 蕭統 (501–531) die tangzeitlichen Kommentare von Li Shan 李善 (?–689), Lü Yanji 呂延濟, Liu Liang 劉良, Zhang Xian 張銑, Li Zhouhan 李周翰 und Lü Xiang 呂向. Eine textkritische Ausgabe des nur von Li Shan kommentierten Wenxuan besorgte Hu Kejia 胡克家 (1809): [Fu Song Shunxi ben] Li Shan zhu Zhaoming »Wenxuan« [覆宋淳熙本] 李善註昭明《文選》 mit seinen Anmerkungen zu Textvarianten (Wenxuan kaoyi 《文選》考異), sie wurde beispielsweise in der Zhonghua-Ausgabe von 1977 nachgedruckt.

## Verschiedenes
Zu den westlichen Gelehrten, die sich dem Wenxuan-Studium (Wenxuanxue 文選學) zugewandt haben, zählen Erwin von Zach (1872–1942), Arthur Waley (1889–1966), James Robert Hightower (1915–2006) und last not least David R. Knechtges, von dem eine neuere englische Teilübersetzung stammt.

## Inhalt
Das Wenxuan ist folgendermaßen untergliedert (in ungefährer deutscher Übersetzung):
- 1–19 賦 Rhapsodien

1–6 京都 Jingdu 甲乙丙 Hauptstädte

7 郊祀 Jiaosi 丁 Vorstädtische Opfer

7 耕藉 Gengjie 丁 Zeremonielle Pflügung

7–9 畋獵 Tianlie 丁戊 Jagd

9–10 紀行 Jixing 戊 Reiseberichte

11 遊覽 Youlan 己 Besichtigungstouren

11 宮殿 Gongdian 己 Palastgebäude

12 江海 Jianghai 己 Flüsse und das Meer

12 物色 Wuse 庚 Erscheinung der Dinge

13–14 鳥獸 Niaoshou 庚 Vögel und Tiere

14–16 志 Zhi 庚辛 Absichten und Gedanken

16 哀傷 Aishang 辛 Trauer

17 論文 Lunwen 壬 Abhandlungen und Schriften

17–18 音樂 Yinyue 壬 Musik

19 情 Qing 癸 Emotionen

- 19–31 詩 Shi Regelgedichte

19 補亡 Buwang 甲 Ergänzung fehlender (Gedichte)

19 述德 Shude 甲 Schilderung von Tugenden

19 勸勵 Quanli 甲 Ermahnungen

20 獻詩 Xianshi 甲 Präsentationen

20 公讌 Gongyan 甲 Bankette

20 祖餞 Zujian 甲 Speiseopfer für Vorfahren

21 詠史 Yongshi 乙 Geschichte

21 百一 Baiyi 乙 Naturphänomene

21 遊仙 Youxian 乙 Die Welt der Unsterblichen

22 招隱 Zhaoyin 乙 Einladung versteckter Verdienstvoller

22 反招隱 Fan zhaoyin 乙 Gegen die Einladung versteckter Verdienstvoller

22 遊覽 Youlan 乙 Reisen

23 詠懷 Yonghuai 丙 Lieder der Emotionen

23 哀傷 Aishang 丙 Klagelieder

23–26. 贈答 Zengda 丙丁 Antworten auf Geschenke

26–27 行旅 Xinglü 丁戊 Reisen

27 軍戎 Junrong 戊 Militärische Feldzüge

27 郊廟 Jiaomiao 戊 Opfer und Tempel

27–28. 樂府 Yuefu 戊 Gedichte im Musikbüro-Stil

28 挽歌 Wange 戊 Elegien

28 雜歌 Zage 戊 Verschiedene Lieder

29–30 雜詩 Zashi 己 Verschiedene Gedichte

30–31 雜擬 Zani 庚 Verschiedene Nachahmungen

- 32–33 騷 Sao Elegische Gedichte
- 34–35 七 Qi "Siebener"
- 35 詔 Zhao Kaiserliche Edikte
- 35 冊 Ce Adelspatente
- 36 令 Ling Befehle
- 36 教 Jiao Anweisungen
- 36 文 Wen [Prüfungs-]Texte
- 37–38 表 Biao Throneingaben
- 39 上書 Shangshu Eingaben
- 39 啟 Qi Mitteilungen
- 40 彈事 Tanshi Anklagen
- 40 牋 Jian Memoranden
- 40 奏記 Zouji Präsentationsnotizen
- 41-43 書 Shu Briefe
- 44 檄 Xi Militärische Proklamationen
- 45 對問 Duiwen Antworttexte
- 45 設論 Shelun Hypothetische Diskurse
- 45 辭 Ci Gedichte im südlichen Stil
- 45–46 序 Xu Vorworte
- 47 頌 Song Lobreden
- 47 贊 Zan Lobschriften
- 48 符命 Fuming Mandate durch prophetische Zeichen
- 49–50 史論 Shilun Historische Abhandlungen
- 50 史述贊 Shishuzan Historische Bewertungen
- 51–55 論 Lun Abhandlungen
- 55 連珠 Lianzhu "Verknüpfte Perlen"
- 56 箴 Zhen Ermahnungen
- 56 銘 Ming Inschriften
- 56–57 誄 Lei Trauerreden
- 57–58 哀 Ai Klagelieder
- 58–59 碑文 Beiwen Stelentexte
- 59 墓誌 Muzhi Grabinschriften
- 60 行狀 Xingzhuang Verhaltensbeschreibungen
- 60 弔文 Diaowen Gedenktexte
- 60 祭文 Jiwen Opfertexte